# Росарио
Роса̀рио (на испански: Rosario) е град в Аржентина.

## География
Разположен е в Централна Аржентина, провинция Санта Фе на левия, западен бряг на река Парана. Намира се на 300 km северозападно от столицата Буенос Айрес.

### Население
Росарио е третият по големина град в Аржентина след столицата Буенос Айрес и Кордоба. Според преброяването от 2010 г. има 948 312 жители, а населението на община Росарио е 1 193 605 души. Заедно с 23 други общини образуват департамент Росарио с 1 199 364 жители, по данни на аржентинския Национален статистически институт INDEC. Департаментът е основна съставна част на Гран Росарио – третия по големина градски агломерат в страната с 1 236 089 души. Общото население на метрополията Росарио е 1 691 880 жители (2010 г.).

## История
Градът възниква на сегашното си място в началото на XVII век като колониално селище Паго де лос Аройос, без основополагащ акт, на пресечката на Кралския път от Кордоба с бреговата линия и служи като място за каруци по бреговете на река Парана.
Името на селището произлиза от Розария – традиционната католическа броеница, а в превод от латински означава „венец от рози“.
Към края на XVII и началото на XVIII век е установено първото постоянно регистрирано население – пребиваването на капитан Луис Ромеро де Пинеда. През 1719 г. земите на ранчото Сан Мигел дел Каркаранал, собственост на сина на Антонио де Вера Мужика, са придобити от йезуитите.
От 1751 г. е известно името на първия бургомистър - Сантяго де Черна гора (на испански: Santiago de Montenegro). По-късно е построена мелница и параклис, посветен на Богородица Розария.
В началото на XIX век на брега на река Парана началникът на отбранителните съоръжения на река Парана, генерал Мануел Белграно, организира батареите „Свобода“ и „Независимост“. Батареята „Свобода“ се е намирала на върха на дерето, образуваща ъгъл между улиците „Санта Фе“ и „Кордоба“, който през следващия век е снижен, за да се разшири площад „Браун“. На 27 февруари 1812 г. градът присъства на важно събитие – в 6:30 ч. за първи път се издига знамето на Аржентина, създадено от Мануел Белграно, в което се заклеват неговите войници. Затова той се нарича Люлката на знамето. Паметник в центъра на града напомня за това събитие. Въпреки че използването на този флаг не е неразрешено от правителството по това време, то е официализирано четири години по-късно от Конгреса в Тукуман на 9 юли 1816 г.
До средата на XVIII век развитието на града е много бавно и едва през 1880 г., когато законите за емиграцията в Аржентина от Европа са опростени, в Розарио започва бърз растеж на населението и индустриално развитие. До 1887 г. в града живеят 50 914 души, а през 1926 г. - вече 407 000, от които 47% са родени в чужбина (италианци, германци, хървати, поляци и други). През май 1969 г. в града избухва бунт срещу диктаторския режим в страната.

## Икономика
Росарио е голям железопътен и транспортен възел. Пристанище на река Парана с достъп за кораби до Атлантически океан.
Градът е основен център на студената обработка на месо, меленето на брашно, кожената обувна промишленост и стоманообработката. Някога е бил един от центровете на Аржентина за производство на стрелково оръжие. Предприятието Domingo Mateu произвежда картечници, щурмови оръжия (FARA 83 и др.), пистолети автомати (FMK-3 и др.), пистолети, гранатомети (MARA). Има голям пазар за зърнени храни и животновъдни продукти.
Жилищните комплекси Делфини Гуарани и Торе Аквалина са най-високите сгради в Аржентина (извън Буенос Айрес).

## Известни личности
Родени в Росарио
- Че Гевара (1928 – 1967), революционер
- Марсело Биелса (р. 1955), футболист
- Леандро Фернандес (р. 1983), футболист
- Лионел Меси (р. 1987), футболист
- Анхел Ди Мария (р. 1988), футболист
- Мауро Икарди (р. 1993), футболист
- Сезар Луис Меноти (1938 – 2024), футболен треньор
- Либертад Ламарке (1908 – 2000), актриса и певица